# هشام البرادعي
هشام نعيم البرادعي أحد أعضاء حزب التحرير في فلسطين، من مدينة الخليل
قتلته قوات الأمن الفلسطينية بتاريخ 27/11/2007 أثناء مشاركته في مسيرة مدينة الخليل، ضمن الفعاليات الذي نظمها حزب التحرير في فلسطين ضد مؤتمر أنابوليس.
- عمره عند مقتله 37 عاماً.
- متزوج ولديه 7 أطفال.